# Jack Reed: A Search for Justice
Jack Reed: A Search for Justice (En busca de la justicia en España y Jack Reed - La búsqueda de la justicia en Hispanoamérica) es un telefilme de 1994 dirigido por Brian Dennehy y protagonizado por Brian Dennehy, Charles S. Dutton y Susan Ruttan. 
Es la tercera película de televisión de la saga Jack Reed. También cabe destacar, que es la primera película dirigida por Brian Dennehy. Una vez filmada se estrenó el 2 de octubre de 1994.

## Argumento
El agente de policía de Chicago Jack Reed es encargado de investigar un caso de un asesinato inhumano cometido a una stripper que estaba embarazada. Lo sorprendete del caso será que todas las pistas llevan hacia la misma persona, él mismo.
Adicionalmente Reed tendrá que combatir al mismo tiempo con la burocracia y la corrupción que hay dentro de su propio departamento.

## Reparto
| Actor             | Personaje                  |
| ----------------- | -------------------------- |
| Brian Dennehy     | Jack Reed                  |
| Charles S. Dutton | Charles Silvera            |
| Susan Ruttan      | Arlene Reed                |
| Joe Grifasi       | Mike 'Gravedigger' Edwards |
| Charles Hallahan  | Roy Galvin                 |
| Rex Linn          | Dave                       |
| Miguel Ferrer     | Win Carter                 |
| Michael Talbott   | Eddie Dirkson              |
| Amber Benson      | Nicole Reed                |
| Allison Mackie    | Jewel                      |

## Recepción
Hoy en día el telefilme ha sido valorado en portales cinematográficos. En IMDb, por ejemplo, con 412 votos registrados, el largometraje obtiene una media ponderada de 6,2 sobre 10. En cuanto a Rotten Tomatoes, los menos de 50 votos registrados allí le dieron una valoración media de 2,7 de 5. También cabe destacar, que en La Vanguardia el 56 % de los usuarios registrados en ese periódico le dan una valoración positiva a la película.